# Dafne (opera Jacopa Periego)
Dafne – baśń dramatyczna (wł. favola drammatica) Jacopa Periego z librettem Ottavia Rinucciniego opartym na fragmencie Metamorfoz Owidiusza. Wystawiona po raz pierwszy we Florencji podczas karnawału w roku 1598, była pierwszą operą w historii światowej muzyki. Obecnie (2012) znana jedynie z dwóch zachowanych fragmentów partytury, w większości zaginiona.

## Okoliczności powstania
Dzieło miało swoją premierę w pałacu Jacopa Corsiego. Inspiracją do powstania opery była działalność Cameraty florenckiej, zresztą Peri, komponując Dafne, współpracował z innym z jej członków – Giuliem Caccinim, który także uczestniczył w przygotowaniach do pierwszego wykonania dzieła.
Opera Periego zerwała ze stosowaną dotąd polifonią, a w jej miejsce wprowadziła śpiew jednogłosowy. Pewną rolę odgrywały też elementy wokalne oraz powtarzające się często melodyjne zwroty, co czyni ją pierwszą kompozycją operową także w ścisłym, dzisiejszym sensie tego określenia.
Libretto Rinucciniego było zresztą jeszcze wykorzystane kilkakrotnie. Wśród kompozytorów, którzy po nie sięgali, należy wymienić choćby takie nazwiska jak Marco da Gagliano czy Heinrich Schütz. Temat powrócił w XX wieku: w 1937 roku operę Dafne skomponował Richard Strauss.
Niekiedy przyjmuje się, że wraz z Dafne rozpoczął się w muzyce barok. Częściej jednak przyjmowany jest rok 1600, kiedy swoją premierę miała pierwsza zachowana do naszych czasów opera Eurydyka, także autorstwa pary Jacopo Peri i Ottavio Rinuccini.